# Charlotte Volper
Charlotte Volper, née le 16 mai 1980 à Saint-Mandé, est une journaliste, anthologiste et éditrice française spécialisée dans les littératures de l'imaginaire.

## Biographie
Charlotte Volper naît le 16 mai 1980 à Saint-Mandé. Après un baccalauréat littéraire, elle suit trois années de classes préparatoires littéraires puis obtient une Maîtrise de Lettres Modernes à la Sorbonne,.

## Carrière
Charlotte Volper commence sa carrière en tant que journaliste. Sur invitation de Jérôme Vincent, fondateur d'ActuSF, site internet consacré aux littératures de l'imaginaire, elle crée et dirige la rubrique dédiée aux bandes dessinées. Elle participe également aux activités de la maison d'édition associée en tant qu'anthologiste. À ce titre, elle dirige ou co-dirige plusieurs recueils abordant diverses thématiques : les élections présidentielles, le désir, la littérature vampirique et l'imaginaire français. Elle s'occupe également des romans français et des services de presse,.
En 2009, elle devient éditrice aux Éditions Mnémos avec Hélène Ramdani et Sébastien Guillot. Elle y édite notamment le premier livre de l'autrice Justine Niogret, Chien du Heaume, Grand prix de l'Imaginaire et Prix Imaginales 2010, ainsi que plusieurs ouvrages de Charlotte Bousquet (notamment le triptyque de L’Archipel des Numinées).
Depuis 2018, Charlotte Volper dirige la collection dédiée à la fantasy, à la science-fiction et au fantastique des éditions Pocket,. Sous son impulsion, les éditions créent en 2022 le label les « Étoiles montantes de l’imaginaire » qui met en avant « des autrices et auteurs à la voix singulière », comme Aurélie Wellenstein, Yves et Ada Rémy, Stephen Graham Jones ou encore Floriane Soulas,,.

## Publications

### Anthologies
- Appel d'Air, ActuSF, octobre 2007, 94 p. (ISBN 978-2-9522502-8-3)
- 69, ActuSF, octobre 2009, 166 p. (ISBN 978-2-917689-15-8)

### Guides
- Le Petit Guide à Trimbaler de l'Imaginaire Français, ActuSF, octobre 2008, 66 p. (ISBN 978-2-917689-05-9)
- Le Petit Guide à Trimbaler de la littérature Vampirique, ActuSF, novembre 2010, 70 p. (ISBN 978-2-917689-24-0)

### Préfaces
- Appel d'Air, ActuSF, octobre 2007, 94 p. (ISBN 978-2-9522502-8-3)
- 69, ActuSF, octobre 2009, 166 p. (ISBN 978-2-917689-15-8)